# Kim Jin-yong
Kim Jin-yong ((김진용?, 金珍龍?); Jinju, 9 ottobre 1982) è un ex calciatore sudcoreano, di ruolo attaccante.